# Karol Wielki

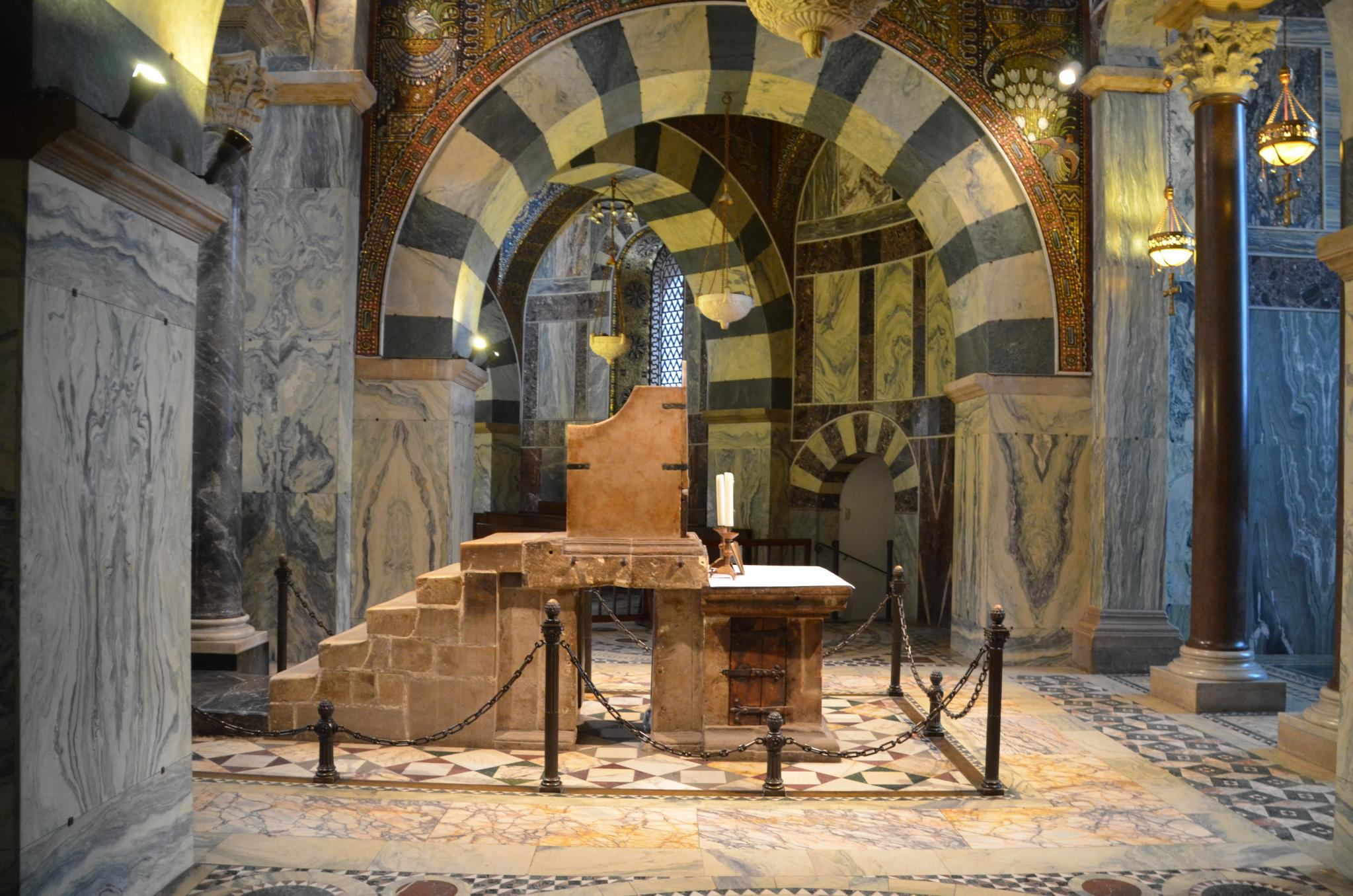
Tron Karola Wielkiego (2013)

Karol I Wielki (niem. Karl der Grosse, fr. Charlemagne, łac. Carolus Magnus; ur. 2 kwietnia 742 lub 747, zm. 28 stycznia 814 w Akwizgranie) – król Franków i Longobardów, cesarz rzymski od 25 grudnia 800. Wnuk Karola Młota, syn Pepina Krótkiego z dynastii Karolingów i Bertrady z Laon – córki Heriberta, hrabiego Laon. Błogosławiony Kościoła katolickiego.
Stworzył pierwsze europejskie imperium od czasu upadku cesarstwa zachodniorzymskiego (476). Przydomek zawdzięczał nie tylko dokonaniom, ale i posturze – przeprowadzone w 1861 roku pomiary szkieletu władcy sugerowały, że miał on 192 cm wzrostu, jednak przeprowadzone w 2010 badania rentgenowskie i tomograficzne szkieletu wykazały, że w rzeczywistości miał 184 cm (jak na swoje czasy był jednak bardzo wysoki, taki wzrost miało tylko ok. 1% męskiej populacji). Od jego imienia pochodzi w języku polskim słowo król.

## Imperium Karola Wielkiego

### Początki
Państwo karolińskie powstało w wyniku sukcesu Pepinidów – wielkiego arystokratycznego rodu frankijskiego – pochodzącego z Austrazji, wschodniej części królestwa Franków. Historia rodu datuje się na początek VII wieku, ale władzę nad królestwem umocnili najbardziej Pepin II Herstalski oraz jego syn Karol Młot. Pepin II w latach 687–710 przejął kontrolę nad całą Austrazją i podbił Neustrię. Karol przydomek Młot otrzymał dzięki swym dokonaniom wojennym. Stworzył podwaliny systemu karolińskiego i jako pierwszy rozszerzył wpływy terytorialne rodu w Europie. Działania Karola zmierzały do rozszerzenia wpływów Karolingów poza granice państwa Franków i aneksji księstw peryferyjnych.

Mapa rozwoju Imperium Franków w latach 481–814

Karol Wielki urodził się prawdopodobnie w Akwizgranie. Po śmierci syna Karola Młota, Pepina Krótkiego (Małego), w 768 r. władzą we frankijskim królestwie podzielili się – zgodnie z obowiązującym zwyczajem, według którego państwo było dziedziczną własnością rodu panującego (patrymonium) – dwaj synowie zmarłego władcy: Karloman i Karol (imię otrzymał na cześć słynnego dziada). Karol został ogłoszony królem w Noyon 9 października 768 r. Obaj odebrali przysięgę wierności od możnowładców swojej części królestwa. Stosunki między braćmi były napięte i opierały się na współzawodnictwie, pomimo wysiłków czynionych przez ich matkę Bertradę. Każdy dążył do zajęcia w rodzinie królewskiej pierwszego miejsca. Obaj nadali swemu pierworodnemu synowi królewskie imię Pepin. W następnym roku Karol poprowadził swoją pierwszą wyprawę wojenną, przeciwko zbuntowanym Akwitańczykom pod wodzą księcia Hunolda; Karloman odmówił bratu pomocy.
Po nieporozumieniach z bratem rozpoczął politykę ekspansji, opierając się na potencjale wojskowym królestwa i umieszczając na podbitych terenach nowych funkcjonariuszy. Podboje były prowadzone we wszystkich kierunkach, bez ogólnego planu. Reagował na wydarzenia w zależności od koniunktury. Zaanektował królestwo Longobardów, a następnie próbował interweniować w Hiszpanii przeciw muzułmanom (zob. arabski podbój Hiszpanii). Później chciał przejąć kontrolę nad całą Germanią, ale po łatwym podboju Bawarii podbój Saksonii okazał się dużo trudniejszy. Dążył do realizacji koncepcji stworzenia nowego cesarstwa zachodniego, jednak bardziej chrześcijańskiego niż „rzymskiego”.
Po trzech latach panowania, 4 (lub 5) grudnia 771 zmarł Karloman i Karol pospiesznie objął samodzielne rządy (lekceważąc prawa swego bratanka Pepina), które trwały przeszło czterdzieści lat. Karol dzięki swej determinacji stał się jedynym władcą w królestwie swego ojca. Ponieważ nie musiał prowadzić wojen domowych, mógł skupić się na ekspansji zewnętrznej.
Niemal cały okres panowania Karola wypełniony był wojnami toczonymi na rubieżach i poza granicami jego państwa. Podczas panowania przeprowadził 54 kampanie wojenne, a w połowie z nich przewodził osobiście. W trakcie walk z zamieszkującymi Półwysep Iberyjski Arabami (m.in. w 778 i 795 roku) oraz Sasami (779–804) zdołał rozszerzyć panowanie na obszarze od rzeki Ebro w Hiszpanii, aż za Ren. W granicach imperium znalazły się też samodzielna dotąd Bawaria oraz północna i środkowa Italia, dokąd wyruszył na wezwanie papieża. Po złamaniu potęgi Longobardów ogłosił się ich władcą. Zwierzchnictwo Karola uznać musiały również plemiona słowiańskie znad Łaby i Soławy (w latach 781 i 789). W latach 791–796 wojska Karola rozbiły chanat Awarski, który zagrażał zarówno Frankom, jak i Słowianom.

### Rozkwit imperium

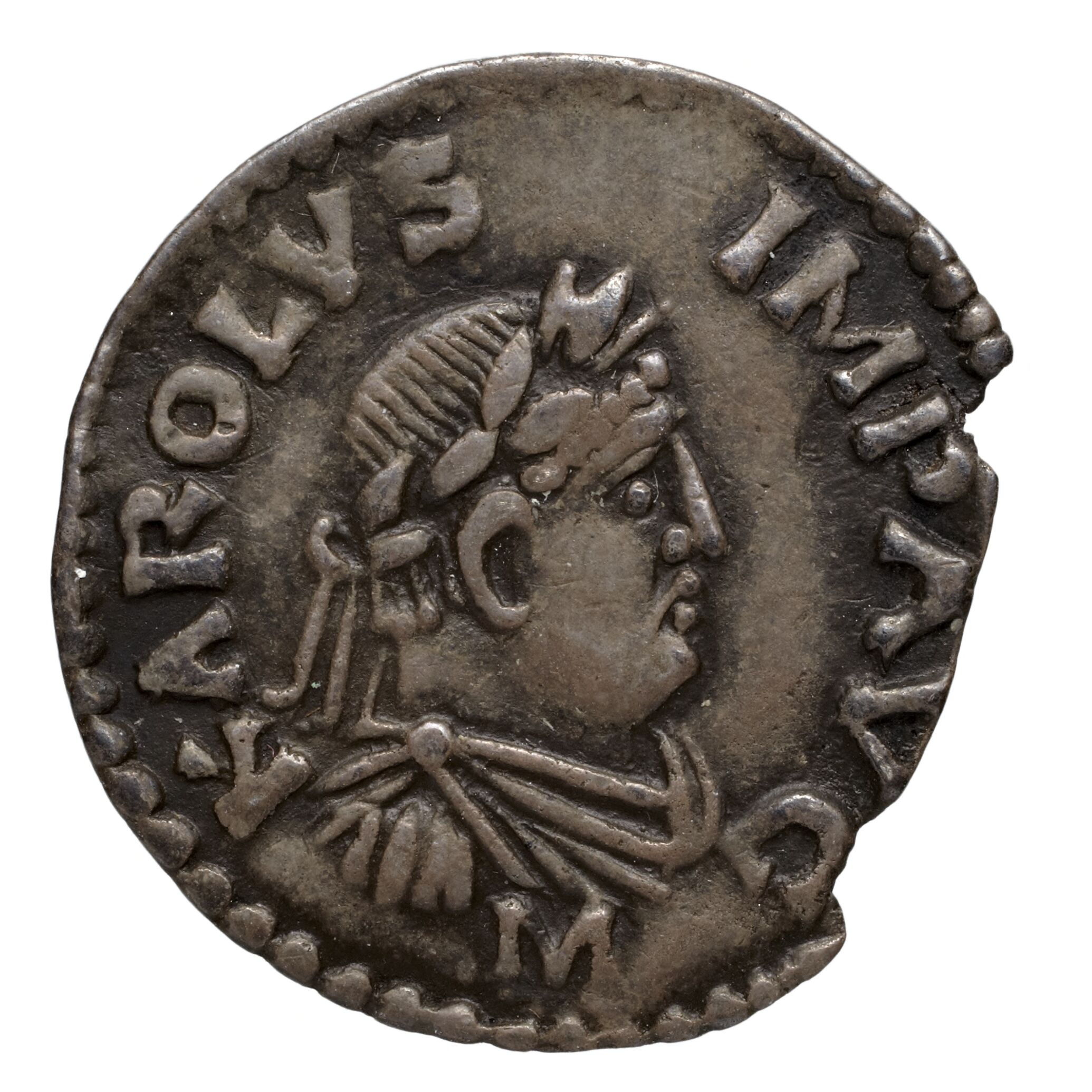
Srebrna moneta z epoki z wizerunkiem Karola Wielkiego

Monarchia Karola Wielkiego obejmowała pod koniec jego panowania obszar liczący ponad milion km². W szczytowym okresie rozwoju imperium Karola Wielkiego obejmowało tereny dzisiejszych państw:
- Francji
- Belgii
- Luksemburga
- Holandii
- Austrii
- Lichtensteinu
- Szwajcarii
- zachodnich Niemiec
- północnych Włoch
- Monako
- San Marino
- Andory
- oraz północno-wschodnią część Hiszpanii i Baleary.

Administrowanie tak ogromnym państwem było trudne. Utrzymany został funkcjonujący jeszcze za Merowingów podział na ziemie oraz powiaty, ale obok niego wprowadzono hrabstwa jako mniejsze jednostki terytorialnego zarządu, które podlegały urzędnikom mianowanym i odwoływanym przez władcę. Na kresach monarchii zorganizowano marchie, na czele których stanęli margrabiowie o szerokich kompetencjach wojskowych. Marchie te (Duńska, Friulska, Hiszpańska, Bretońska, Panońska) – były zaporą militarną blokującą ludom pogańskim i muzułmanom wstęp na ziemie państwa karolińskiego.
Sukcesy militarne uczyniły z Karola najpotężniejszego władcę Europy Zachodniej. Zbudowane przez niego imperium, zamieszkane przez ludność romańską i germańską, zróżnicowane pod względem gospodarczym i społecznym, było w praktyce zlepkiem wielu podbitych plemion i ziem, w których nie wygasły ani poczucie odrębności, ani tęsknota za samodzielnością. Świadomy tego władca próbował zunifikować imperium, wprowadzając m.in. jednolite prawo frankijskie, nowy podział administracyjny czy zreformowany system monetarny oparty na srebrnym denarze. Najtrwalszym fundamentem jedności była jednak silna władza monarchy oraz wspólnota wiary i kultury chrześcijańskiej.
Podboje swe Karol argumentował chęcią rozprzestrzeniania wiary. Jednak były to działania wielce brutalne. Podczas wojen saskich w 799/800 roku kazał ściąć 4500 jeńców saskich za bunt ich rodaków przeciwko niemu.
Pod energicznymi rządami Karola państwo frankijskie nabrało wszelkich cech mocarstwa. Do pełni potęgi brakowało Karolowi jedynie tytułu cesarskiego. Otrzymał go w Boże Narodzenie 800 roku w Rzymie z rąk papieża Leona III. Był to cios dla Bizancjum, którego władcy tytułowali się cesarzami rzymskimi. Dopiero po dwunastu latach Konstantynopol uznał tytuł cesarski Karola (zob. pokój w Akwizgranie z 812 r.). Nie doszło też do wskrzeszenia cesarstwa uniwersalnego, obejmującego zarówno Zachód, jak i Wschód, do czego doprowadzić miał planowany ślub Karola z bizantyjską cesarzową Ireną. Ostateczny podział chrześcijańskiego świata na dwa niezależne ośrodki władzy stał się faktem. Centrum odnowionego cesarstwa zachodniego mieściło się jednak nie w Rzymie, lecz w Akwizgranie.
Karol Wielki, pomimo wielokrotnego na niego nalegania, utrzymywał, że nie chce zostać cesarzem. Wykazywał postawę podobną Oktawianowi Augustowi – chciał pokazać swą skromność. W Święto Bożego Narodzenia podczas pobytu króla w rzymskim kościele papież  po prostu nałożył na jego głowę diadem cesarski, złożył hołd, a lud zaczął wiwatować. Panuje mylny pogląd, iż Karol Wielki był nieświadomy, że papież planuje go koronować. W istocie cała ceremonia była zaplanowana dużo wcześniej prawdopodobnie w Akwizgranie.  Karol Wielki, chcąc legalnie używać tytułu imperatora, potrzebował fortelu, który by mu to umożliwił – z tego względu, że jedynymi osobami mającymi prawo tytułować się cesarzami rzymskimi byli władcy Bizancjum. Karol Wielki nie dziedziczył tego tytułu jak oni i nie miał do niego formalnego prawa. Z pomocą papieża, pomazańca, najwyższego przedstawiciela Boga, dokonała się koronacja Karola „z woli Boga”. Dzięki temu nikt (poza Bizantyjczykami) nie ośmielał się kwestionować jego tytułu, gdyż był w ówczesnym mniemaniu sankcjonowany przez wolę boską.
W okresie rządów Karola Wielkiego podział świata na rzymski oraz barbarzyński został zastąpiony podziałem na świat chrześcijański (cywilizowany) i pogański (barbarzyński). Cały chrześcijański Zachód czuł się oblegany i nieustannie nękany przez rozmaitych pogańskich wrogów. Zagrożenie to pomogło mieszkańcom państwa karolińskiego w wyrobieniu poczucia własnej tożsamości. To właśnie w tym czasie na kartach jednej z kronik, relacjonujących walki Karola z Arabami, mieszkańców monarchii karolińskiej nazwano Europenses (Europejczycy).

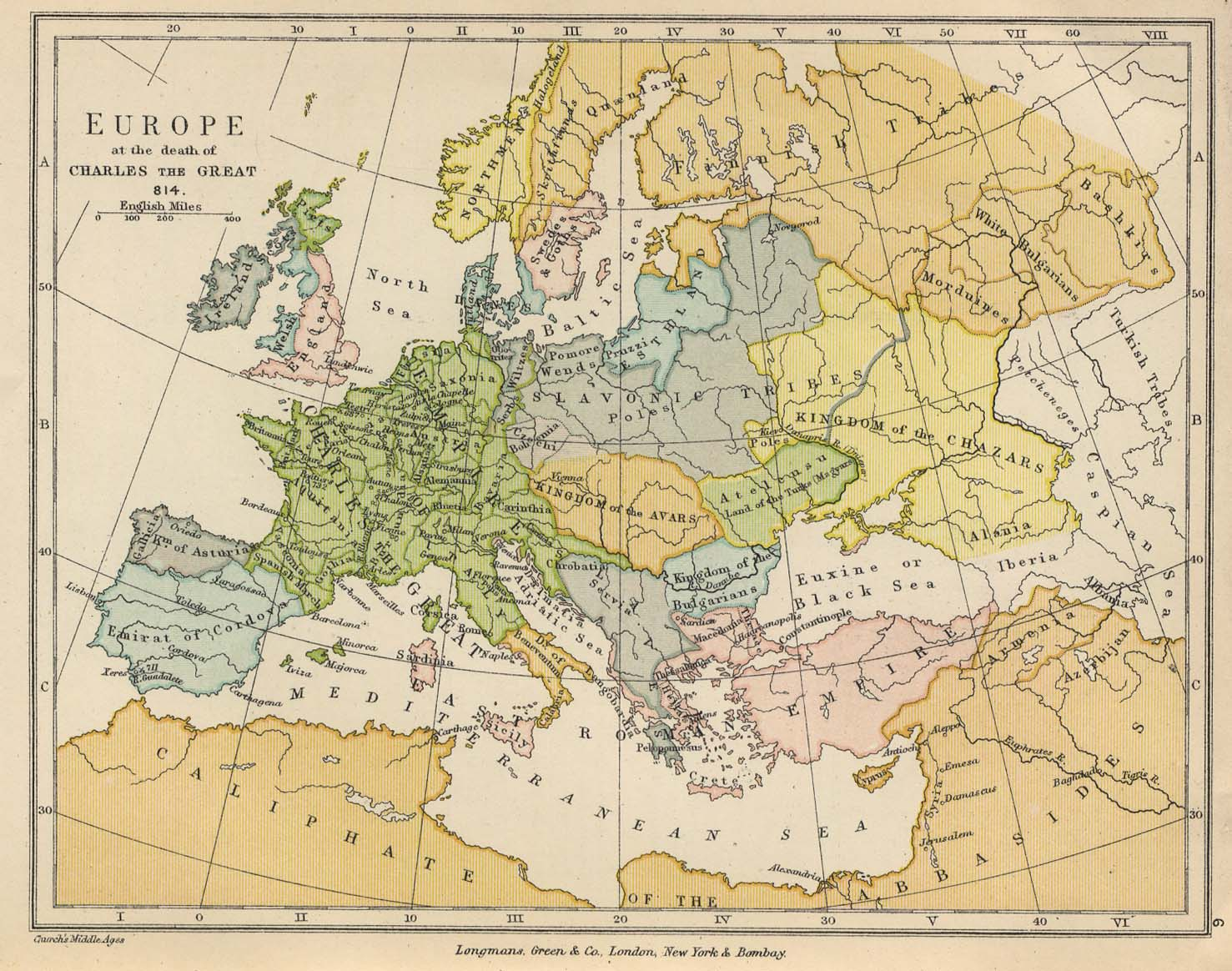
Państwo Karola Wielkiego przed jego śmiercią

### Rozpad i podział
Karol Wielki zmarł 28 stycznia 814 roku. Został pochowany w katedrze w Akwizgranie.
Państwo stworzone przez Karola Wielkiego nie przetrwało próby czasu, gdyż nie miało – poza osobą władcy i religią chrześcijańską – wspólnej więzi. Utrzymywało się po śmierci Karola jeszcze prawie 30 lat pod rządami najmłodszego syna Karola, Ludwika zwanego Pobożnym, który objął tron w 814 roku, zachowując tytuł cesarski. Jednak Ludwik nie dorównywał ojcu zdolnościami i nie radził sobie ze wzrostem nastrojów separatystycznych oraz buntami. Sytuację komplikowały dodatkowo najazdy wikingów, Arabów oraz Węgrów. Po śmierci Ludwika, która nastąpiła w 840 roku, państwo podzielił najstarszy z braci, Lotar (zob. traktat z Verdun).

## Armia karolińska i utrzymanie terytoriów
Karol odziedziczył po dziadku i ojcu również świetnie wyszkolonych i wyposażonych żołnierzy. Tradycyjnie wyruszano do walki na początku wiosny (w marcu), jednak coraz większy udział kawalerii spowodował przesunięcie tego terminu do maja, kiedy można było łatwo znaleźć paszę dla koni. Dzięki wynalezieniu ostrogi i strzemiona największą siłę armii frankońskiej stanowiła ciężka konnica. Utrzymanie koni i opanowanie sztuki walki wymagało dysponowania odpowiednimi środkami. Stać na to było jedynie bogatych posiadaczy ziemskich, dlatego Karol (jak jego przodkowie) mnożył beneficja nadawane wasalom. Armia karolińska dzięki kawalerii była bardzo ofensywna. Nie ma jednomyślności co do dokładnej liczby żołnierzy, którymi dysponował Karol, jednak na pewno nie przekraczała 100 tysięcy, w tym 10–35 tysięcy jazdy. Armia ta nie zawsze jednak była całkowicie skuteczna; musiała kontrolować rozległe terytorium i uczestniczyć w walce partyzanckiej.
W państwie karolińskim każdy wolny człowiek był zobowiązany do służby wojskowej, ale od połowy VIII wieku ciężka jazda stała się „królową bitew”, dlatego trzon armii stanowiła kasta wielkich właścicieli ziemskich. Broń i ekwipunek były kosztowne, np. około początku IX wieku koń kosztował tyle co 18–20 krów. Poza tym wojownik sam musiał zadbać o konie i uzbrojenie dla swoich giermków, zabierać żywność na czas kampanii itd. O ile arystokracja chętnie brała udział w boju, większość armii – piechota – niechętnie opuszczała domy i sezonowe prace w polu. Karol Wielki ze swoim sztabem starannie przygotowywał każdą kampanię. Nie rozpoczynał żadnej, zanim nie zapoznał się z raportami zwiadowców, wysyłanych na terytorium nieprzyjaciela oraz nie przestudiował map, jakie udało się zebrać. Poza tym musiał zgromadzić wszystko, co było potrzebne do długiej wyprawy. Rabunek przez wojsko był zabroniony, dopóki nie wkroczyło ono na teren nieprzyjaciela. Każdy wojownik odpowiadał za szkody wyrządzone przez jego konie na polach uprawnych. Już w nieprzyjacielskim kraju w większości przypadków dowództwo decydowało się na totalny rabunek, palenie zabudowań i mordowanie każdego, kto wpadł w ręce rycerzy. Dzięki łupom zrabowanym nieprzyjacielowi Frankowie mogli żyć dostatnio. Szał wojenny Franków nie znał umiaru w walkach z poganami.

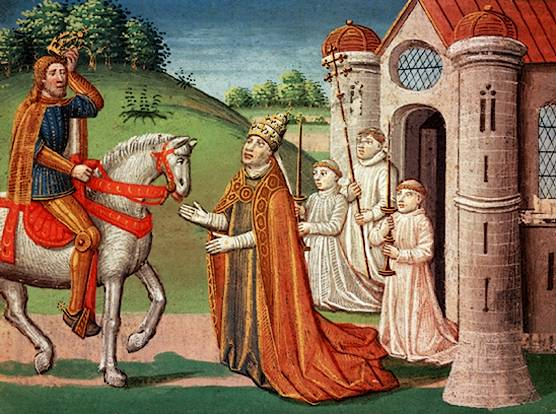
Karol Wielki i papież Hadrian I

W celu utrzymania rozległego kraju w pokoju i bez buntów, Karol dysponował trzema środkami: hrabstwami, strukturą kościelną i siecią swych wasali. Dawnym królestwem Franków zarządzali reprezentanci króla, kierujący okręgami o mniejszej lub większej powierzchni. Po zdobyciu nowych terytoriów tworzone były takie okręgi albo powierzano arystokracji frankijskiej hrabstwa już istniejące. Czasem również Karol nie chciał niszczyć miejscowej arystokracji i pozbawiać jej kontroli nad ziemiami i poddanymi; chciał ją pozyskać i oddawał jej hrabstwa we władanie. Trudno ustalić granice hrabstw i ich liczbę, ale było ich prawdopodobnie od czterystu do siedmiuset. Sieć kościołów i klasztorów była często pierwszymi placówkami struktury administracyjnej i ważnymi ośrodkami władzy. Z podbojem była związana polityka chrystianizacji ludności – zakładanie kościołów i klasztorów, co było doskonałym sposobem oznaczania terytorium. Wszystko nad czym sprawował władzę Karol Wielki nosiło znak Chrystusa, który pomógł mu zwyciężyć. Ponadto klasztory królewskie wspomagały funkcjonowanie państwa (m.in. ściągały podatki i zwoływały do armii). Wasalami byli wolni ludzie, którzy poddali się władcy w zamian za beneficjum. Było nim pełnienie służby wojskowej z własnym ekwipunkiem. Podboje pozwalały Karolowi na zwiększanie liczby wasali, których osadzał na nowych terytoriach. Często nie pochodzili oni z arystokracji, ale byli traktowani z prestiżem i cieszyli się opieką władcy, który surowo karał tych, którzy ich skrzywdzili. Często właśnie dzięki nim, nieuczestniczącym w kłótniach lokalnej arystokracji, Karol otrzymywał informacje, co działo się na krańcach jego państwa.
Marzeniem całej ówczesnej klasy szlachetnie urodzonych było uzyskanie dla swych potomków opactw lub biskupstw. Wynikały z tego korzyści materialne, ale również wielki prestiż, jakim cieszyli się ci duchowni. Powszechnie głoszony chrystianizm nie wyparł jeszcze reliktów starszych wierzeń, rzymskich, greckich i celtyckich. Ludzie żyli wśród dzikiej natury i odczuwali przemoc jej wielkich sił. Karolingowie wierzyli, że ich władza pochodzi od Boga. Za najważniejszy obowiązek uważali zorganizowanie kultu oraz wskazanie ludowi drogi do zbawienia. Zadaniem króla z dynastii Karolingów było dbanie o zgodę i jednomyślność wśród całego ludu chrześcijańskiego, który podlegał jego władzy. Biorąc przykład z władców biblijnych miał zapewnić należyty wymiar sprawiedliwości i traktować wszystkich równo. Wiedział też, że w przyszłości odpowie za to przed Bogiem.
Cesarstwo Karola Wielkiego skupiało różnorodne ziemie, na których każdy lud żył według własnych praw, zatwierdzonych i czasem poprawianych przez cesarza. M.in. w 803 prawa Sasów, Fryzów i Turyngów, istniejące jedynie w formie ustnej, zostały spisane, co zagwarantowało każdemu z ludów ich poszanowanie. Było to przede wszystkim cesarstwo chrześcijańskie, czyli przede wszystkim wspólnota wiary. Wszystkie ludy znajdujące się pod polityczną kontrolą króla karolińskiego musiały przyjąć chrześcijaństwo. Ogromna część mieszkańców cesarstwa (w tym też elity) mówiła językami niepochodzącymi z łaciny. Były to głównie języki germańskie, ale również języki słowiańskie (na wschodnich krańcach cesarstwa) i języki celtyckie (na zachodnich).
Karol Wielki był orędownikiem edukacji i nauki. Na jego dworze gromadzili się najwybitniejsi intelektualiści tamtych czasów: Alkuin, Piotr z Pizy, Paulinus, Paweł Diakon, Odon z Metzu. Cesarz posiadał wiele ksiąg i tabliczek do pisania, pod poduszką trzymał notatniki w celu ćwiczenia pisania. Mówił po łacinie, znał też trochę grekę, studiował matematykę i astronomię. Mówił po frankijsku (języku używanym między Mozelą a Renem). Językiem administracyjnym była łacina i elita musiała przynajmniej rozumieć łacinę. Karolingowie usiłowali podnosić jakość używanej łaciny, aby zagwarantować skuteczną komunikację w zarządzaniu cesarstwem. Panujący oraz ich urzędnicy musieli posługiwać się dwoma albo nawet trzema językami. Karol Wielki chciał ustalić prawidła języka germańskiego i nakreślił jego gramatykę (nie zachowała się). W powszechnym użytku były glosariusze – prototypy słowników. Osoby, które nie znały obcego języka, korzystały z pomocy tłumaczy.

Podpis Karola Wielkiego w formie krzyża z literami na ramionach

Cesarstwo karolińskie nie było scentralizowane. Sercem był obszar leżący między Loarą a Renem (część tego regionu dała początek Lotaryngii), gdzie najczęściej przebywał król-cesarz. Tam znajdował się „pałac królewski” (m.in. pałac w Akwizgranie, który pełnił rolę stolicy). Obszar centralny odgrywał największą rolę w gospodarce. Karolingowie, dążąc do utrzymania spójności swego państwa oraz do poznania i opanowania różnorodnych regionów, dużo podróżowali. Przenosili się z miejsca na miejsce, aby czuwać nad prawidłowym wykonaniem rozkazów. Ówczesny król czy senior nie rządził sam, powinien był otaczać się swoimi panami i zasięgać ich rady. Tak samo działał Karol Wielki, zawsze najpierw wysłuchiwał swoich doradców.
Rzym był ówcześnie najludniejszym miastem Zachodu, cieszył się ogromnym prestiżem i był ideałem miasta. Cywilizacja karolińska była cywilizacją drewna. Żelazo było surowcem rzadkim i narzędzia rolnicze tylko wyjątkowo były robione z metalu. Większość budowli karolińskich nie przetrwała, ponieważ były z drewna. Drewniane były domy wiejskie, a nawet miejskie. Również pałace były częściowo z drewna. Na budynki kamienne materiału dostarczały kamieniołomy, a najczęściej ruiny rzymskich budowli. Drogi w cesarstwie były niebezpieczne, wszędzie szerzyły się rozboje dokonywane przez bandytów, z czym usiłował walczyć Karol Wielki. W drogę należało wybierać się w grupie, by uniknąć napadu lub go odeprzeć.
Cnotą szlachetnie urodzonych była hojność, natomiast ich największą przywarą było skąpstwo. Magnat otwierał swój skarbiec z okazji narodzin, ślubów itp., ale takiej samej hojności oczekiwał od strony przeciwnej. Wolni juryści karolińscy mieli prawo do swobodnego poruszania się po cesarstwie i zawierania wedle własnej woli związków małżeńskich. Niewolni nie mieli w ogóle żadnych praw, ich właściciele sprawowali nad nimi absolutną władzę.

## Rodzina
Karol Wielki miał (według różnych źródeł) od siedemnaściorga do dziewiętnaściorga dzieci, ze związków z pięcioma żonami oraz konkubinami.

### Małżeństwa i dzieci
- Himiltruda – prawdopodobnie żona poślubiona w 766 roku według tradycji frankijskiej tzw. fried frau, małżeństwo nigdy nie anulowane, odsunięta w 768. Z tego związku narodził się:
  - Pepin Garbaty (przed 770 – 813),
- Gerperga – druga żona, znana też pod imieniem Dezyderata, córka króla Longobardów Dezyderiusza. Poślubiona w 768 roku, małżeństwo anulowane w 771 roku,
- Hildegarda – trzecia żona (758 – 783 lub 784), poślubiona w 771 roku. Córka Gerolda hrabiego z Vizgau i Emmy z Alemani. Mieli dziewięcioro dzieci:
  - Karol Młodszy (772/773 – 811), koronowany na króla Franków,
  - Adelajda (773/774 – 774),
  - Rotruda (775–810),
  - Karloman (później Pepin) (777–810) król Italii,
  - Lotar (778 – 779/780) brat bliźniak Ludwika Pobożnego,
  - Ludwik Pobożny (778–840) następca Karola Wielkiego na tronie cesarskim,
  - Berta (779/780 – po 23 stycznia 821),
  - Gizela (781–808),
  - Hildegarda (782–783)[29],
- Fastrada czwarta żona Karola (768–794), poślubiona w 784 roku. Córka hrabiego z Saksonii prawdopodobnie o imieniu Radulf. Z tego związku narodziły się:
  - Teodrada (784 – po 844) ksieni w Argenteuil,
  - Hiltruda ur. 787,
- Luitgarda – ostatnia żona, z pochodzenia Alemanka, córka nieznanego hrabiego, poślubiona w 794 roku, zmarła w 800 roku. Z tego związku nie było żadnych dzieci.

### Dzieci nieślubne
- Rotylda – córka ze związku z Madelgardą ksieni w Faremoutiers,
- Adaltruda ur. ok. 774 r. córka ze związku z Gerswindą,
- Drogo (801–855) – biskup Metz i wikariusz papieski na Francję. Syn Karola i konkubiny Reginy,
- Hugo (802–844) – drugi z synów Karola ze związku z Reginą. Opat Saint Quentin oraz kanclerz cesarza Ludwika Pobożnego,
- Alpaida – córka Amaltrudy,
- Teodoryk (807–818) – syn ze związku z Adelindą.

Prawdopodobnie Karol Wielki miał jeszcze kilkoro dzieci z nieustalonych związków.

## Ocena panowania

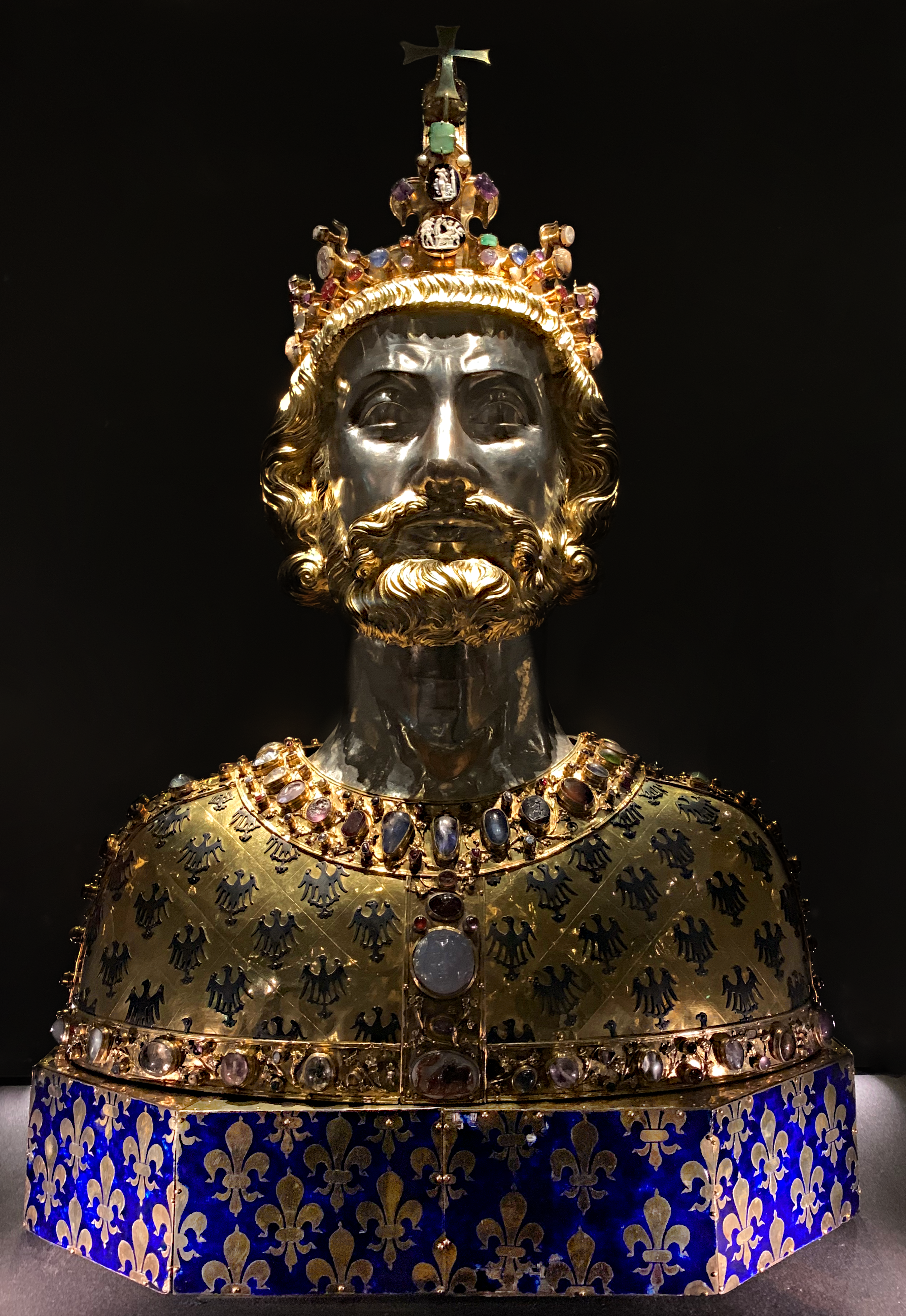
Karlsbüste – Relikwiarz w formie popiersia Karola Wielkiego wykonany ok. 1350 roku, który ma zawierać sklepienie czaszki Karola Wielkiego.

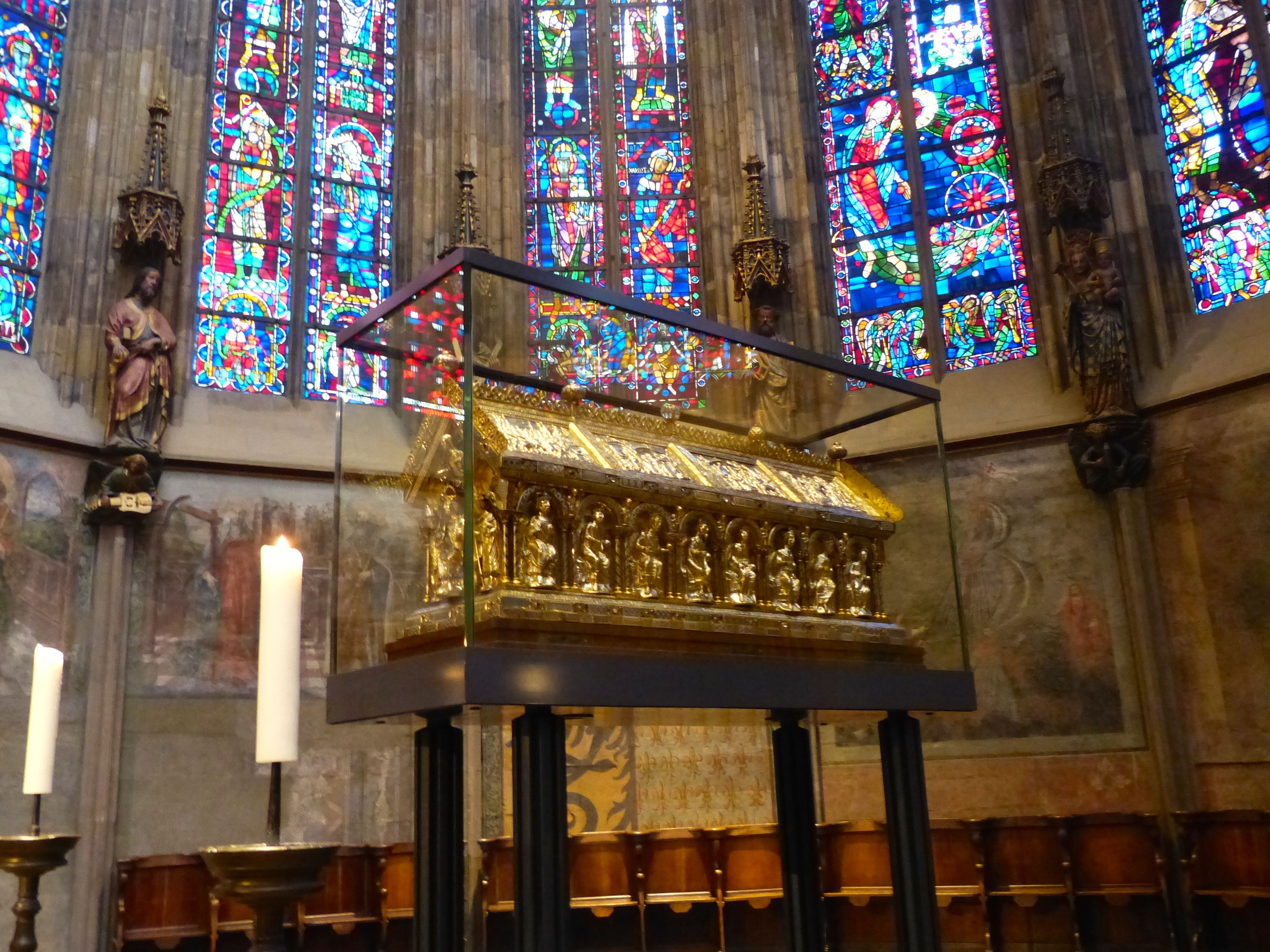
Karlsschrein – XII wieczny relikwiarz ze szczątkami Karola Wielkiego w sali chóralnej katedry w Akwizgranie.

W opinii historyków Karol Wielki uznawany jest za władcę wybitnego. W średniowieczu stanowił wzór władcy idealnego, rycerza i gospodarza. Był zdolnym politykiem i wodzem oraz mecenasem nauki i kultury. Sprowadził na swój dwór wielu wybitnych uczonych, między innymi Alkuina z Yorku i Einharda. Już współcześni w uznaniu zasług nadali mu przydomek „Wielki” (choć według innych opinii, przydomek ten ma źródło w ogromnym, jak na owe czasy, wzroście władcy – 184 cm), zaś w językach słowiańskich jego imię stało się synonimem godności królewskiej.
Jego rozumienie władzy królewskiej i powinności władcy w stosunku do Kościoła spowodowało znaczne zacieśnienie więzów łączących państwo i Kościół. Karol Wielki za swój obowiązek uważał walkę z poganami i niewiernymi, a także umacnianie wiary chrześcijańskiej. W 1165 roku, za aprobatą antypapieża Paschalisa III, cesarz Fryderyk Barbarossa dokonał uroczystej ekshumacji szczątków Karola Wielkiego (zostały odnalezione w Akwizgranie i przeniesione do ołtarza głównego). W tym też roku Rainald z Dassel, arcybiskup Kolonii i kanclerz Fryderyka Barbarossy, na żądanie Fryderyka i za aprobatą antypapieża Paschalisa III ogłosił Karola Wielkiego świętym. Jednak prawowity papież Aleksander III nie uznał tego aktu. Później miastom Akwizgran i Osnabrück pozwolono okazywać cześć Karolowi jako błogosławionemu. Papież Benedykt XIV (1740–1758) zatwierdził kult Karola Wielkiego.
W przeciągu średniowiecza powstało pięć relikwiarzy ze szczątkami Karola Wielkiego. Wykonanie pierwszego zlecił Fryderyk I Barbarossa ok. 1170 roku. Relikwiarze te były wykorzystywane m.in. do celów kultu dookoła Karola Wielkiego jako świętego, ale zostawały wykorzystywane również w celach politycznych przez władców chcących zademonstrować symbolicznie bliskość do Karola Wielkiego jako znamienitego cesarza.
Jeszcze do niedawna toczono spory mające ustalić, jakiej narodowości: francuskiej czy niemieckiej, był Karol Wielki. Był przede wszystkim Frankiem, koronowanym królem i władcą chrześcijańskiego państwa frankijskiego (poczucie świadomości narodowej w jego czasach nie istniało; Frankowie byli federacją plemion).